# Alet

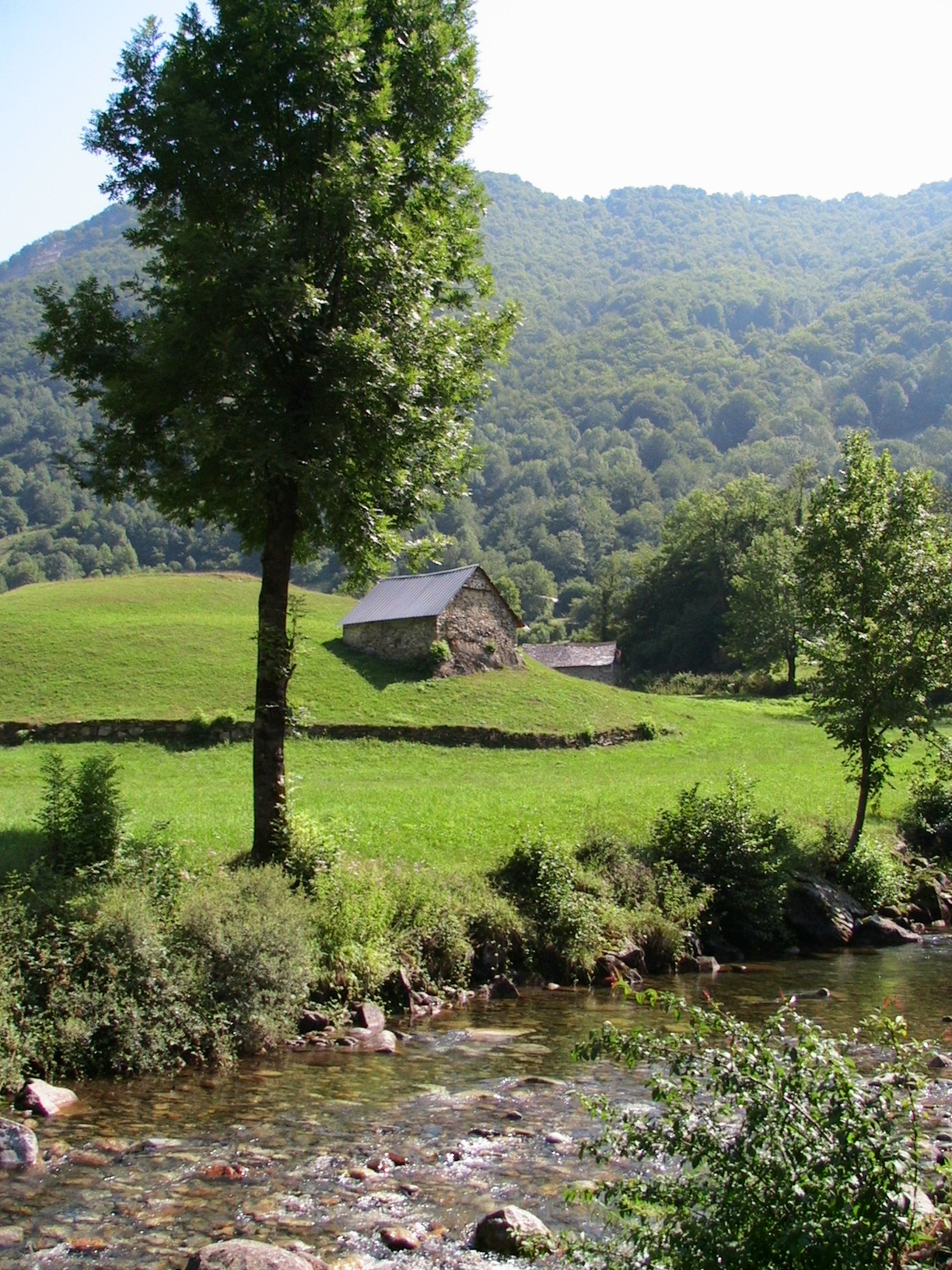
De Alet in Ustou

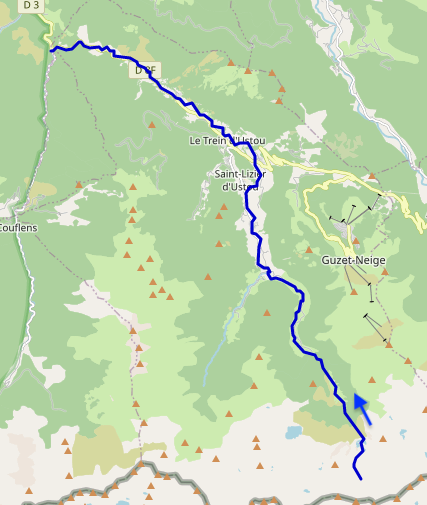
Kaart van de loop van de Alet

De Alet is een 19,6 kilometer lange zijrivier van de Salat in het Franse departement Ariège. Ze ontspringt op 2100 meter boven het zeeniveau in de Pyreneeën, in de gemeente Ustou, en voegt zich bij Seix op 567 meter hoogte bij de Salat, een zijrivier van de Garonne.